# 英格蘭法律制度
英格蘭法律（英語：English Law）是英国法律制度的一部分，直接适用于英格兰和威尔士。虽然英国在宪政上属于单一制国家，但是其内部存在三大主要法律体系，包括英格兰法律、蘇格蘭法律及北愛爾蘭法律。其中，英格兰法律在英国历史上直接影响了爱尔兰的法系，但是对苏格兰方面则只有部分影响。英格兰法律属于英美法系，包括刑法和民法。
英格兰法律并未正式地被编纂成法典：英美法系实质是由法官在法庭上适用法律、案例（遵循先例）作出。联合王国最高法院是英国最高的民事上诉法院，其裁决对其他所有法庭具有约束力。
一部分英格兰法庭的判决源自成文法，由立法机关发布。其他的判决被称为普通法，是以过去的法院判决为依据。例如，谋杀是一种普通法罪行，而不是由英国议会通过法律制定的。法院制定的普通法规则可以由议会通过成文法修改或废除。例如，谋杀罪的处罚现在是强制性的终身监禁，而不是死刑。

## 成文法
成文法包括英国议会通过的法律，以及英国其他立法机关（如苏格兰议会、北爱尔兰议会、威爾斯議會等）所通过的法律。另外还包括部长令等其他种类的成文法。

## 英美法系

### 历史
普通法起源于英格兰。开始由英格兰法院制定的法律，也随着英格兰王国（以及后来的联合王国）的殖民扩张而成为北美和其他地区的殖民地的法律。此法律体系被称之为普通法系或英美法系，与通行于欧洲大陆的大陆法系为世界两大主要法律体系。英美法系的主要特点为“遵循先例”的审判制度，较为尊重判例法。

## 在威尔士的应用
与苏格兰和北爱尔兰不同，威尔士在英国不是一个独立的司法管辖区。威尔士，歷史上作为英格兰王国的一部分，其习惯法被国王亨利八世的“威尔士法律”法案废除，使1536年之后威尔士与英格兰的法律一致。
2011年威爾斯憲政公投以前，虽然威尔士有一个英國国会权利下放而成的议会，但是當時的威尔士国民议会通过的任何法律都是在2006年“威尔斯政府”法案或英国议会的其他法案中限定的政策领域内颁布的。現在的威爾斯議會與蘇格蘭議會和北愛爾蘭議會一樣，擁有在權力下放事項的完整立法權，可以通過威爾斯議會法令。

## 延伸閱讀
- Milsom, S.F.C., A Natural History of the Common Law.  Columbia University Press (2003) ISBN 0231129947
- Milsom, S.F.C., Historical Foundations of the Common Law (2nd ed.). Lexis Law Publishing (Va), (1981) ISBN 0406625034
- Fleming, Justin, Barbarism to Verdict - A History of the Common Law Published January 1, 1994 by Angus & Robertson Publishers ISBN 0207179298

## 參閲
- 衡平法
- 威爾士法律制度（英语：Welsh law）
- 蘇格蘭法律制度
- 北愛爾蘭法律制度（英语：Northern Ireland law）
- 英國心智能力法 (2005年)（英语：Mental Capacity Act 2005）
- 英國法律（英语：Law of the United Kingdom）
- 英格蘭不當得利法（英语：English unjust enrichment law）

## 外部連結
- The History of English Law before the Time of Edward I, 2 vols., on line, with notes, by S. F. C. Milsom, originally published in Cambridge University Press's 1968 reissue. （页面存档备份，存于）
- First edition of Halsbury's Laws of England: Being A Complete Statement of the Whole Law of England, published 1907-1917. （页面存档备份，存于）
- Theories and principles underlying the development of the common law, Mark Leeming, UNSW Law Journal, vol.36 no.3